# 이브라힘 투레
이브라힘 오뱔라 투레(프랑스어: Ibrahim Obyala Touré, 1985년 9월 27일 ~ 2014년 6월 19일)는 코트디부아르의 전 축구 공격수로, 콜로 투레와 야야 투레의 동생이다.
2002년 코트디부아르의 ASEC 미모사에서 데뷔했으며, 이후 2003년 우크라이나의 FC 메탈루르흐 도네츠크로 이적하였다. 그 뒤 2006년 프랑스의 OGC 니스로 팀을 옮겼으며, 시즌이 끝난 뒤 잠시 ASEC 미모사로 복귀했다가 2009년 시리아의 알 이티하드에 입단하였다. 이후 2010년 이집트의 미스르 엘 마카사 SC로 이적했으며, 2012년 텔레포나트 베니수에프 SC에 잠시 임대되어 활약하다가 2013년 레바논의 사파 베이루트 SC로 팀을 옮겼다.
이후 암으로 투병 생활을 하다가 2014년 6월 19일 맨체스터에서 향년 29세의 나이로 사망했으며, 콜로 투레와 야야 투레의 소속팀인 리버풀 FC와 맨체스터 시티 FC가 구단 차원에서 조의를 표했다. 또한 6월 24일 열린 그리스와의 2014년 FIFA 월드컵 조별 라운드 3차전에서 코트디부아르 국가대표팀의 선수 전원은 이브라힘 투레를 추모하기 위해 검은 완장을 착용한 채 경기를 했다.